# Фраттон Парк
«Фраттон Парк» (англ. Fratton Park) — футбольный стадион в Англии, в округе Фрогмор, Портсмут. Является домашним стадионом футбольного клуба «Портсмут».
Вместимость — 20 388 человек.

## История
Главная трибуна стадиона была разработана в 1896 году известным шотландским архитектором Арчибальдом Лейтчем. Изначально фасад стадиона был построен в виде башни с часами. Однако затем фасад был разрушен.
Первый матч на стадионе «Фраттон Парк» был сыгран против «Саутгемптона» в товарищеском матче, который закончился со счётом 2:0 в пользу «Портсмута».
На «Фраттон Парке» состоялся первый раунд футбольных матчей на Олимпийских играх, проходивших в Англии в 1948 году.
«Фраттон Парк» в настоящее время имеет репутацию футбольного поля с наименьшей максимальной мощностью в английской Премьер-лиге.

## Нынешний вид стадиона
В настоящее время стадион состоит из четырёх трибун, все места сидячие. По обе стороны поля находятся Южная и Северная трибуна, каждая из них двухуровневая. Крыша стадиона была построена в сезоне 2007/08.
Вход на стадион был построен в стиле архитектуры Тудора.
В целом стадион состоит из:
Северная трибуна
Милтон End
Южная Трибуна
Фрэттон End